# Научная организация труда
Научная организация труда (НОТ) — процесс совершенствования организации труда на основе достижений науки и передового опыта. Термином «НОТ» характеризуют обычно улучшение организационных форм использования живого труда в рамках отдельно взятого трудового коллектива (например, предприятия) или общества в целом. Конечной целью применения методов научной организации труда является экономия времени, затрачиваемого в процессе труда.

## Задачи НОТ
Задачи, которые решаются в рамках НОТ:
1. Совершенствование форм разделения труда;
2. Улучшение организации рабочих мест;
3. Рационализация методов труда;
4. Оптимизация нормирования труда;
5. Подготовка рабочих кадров.

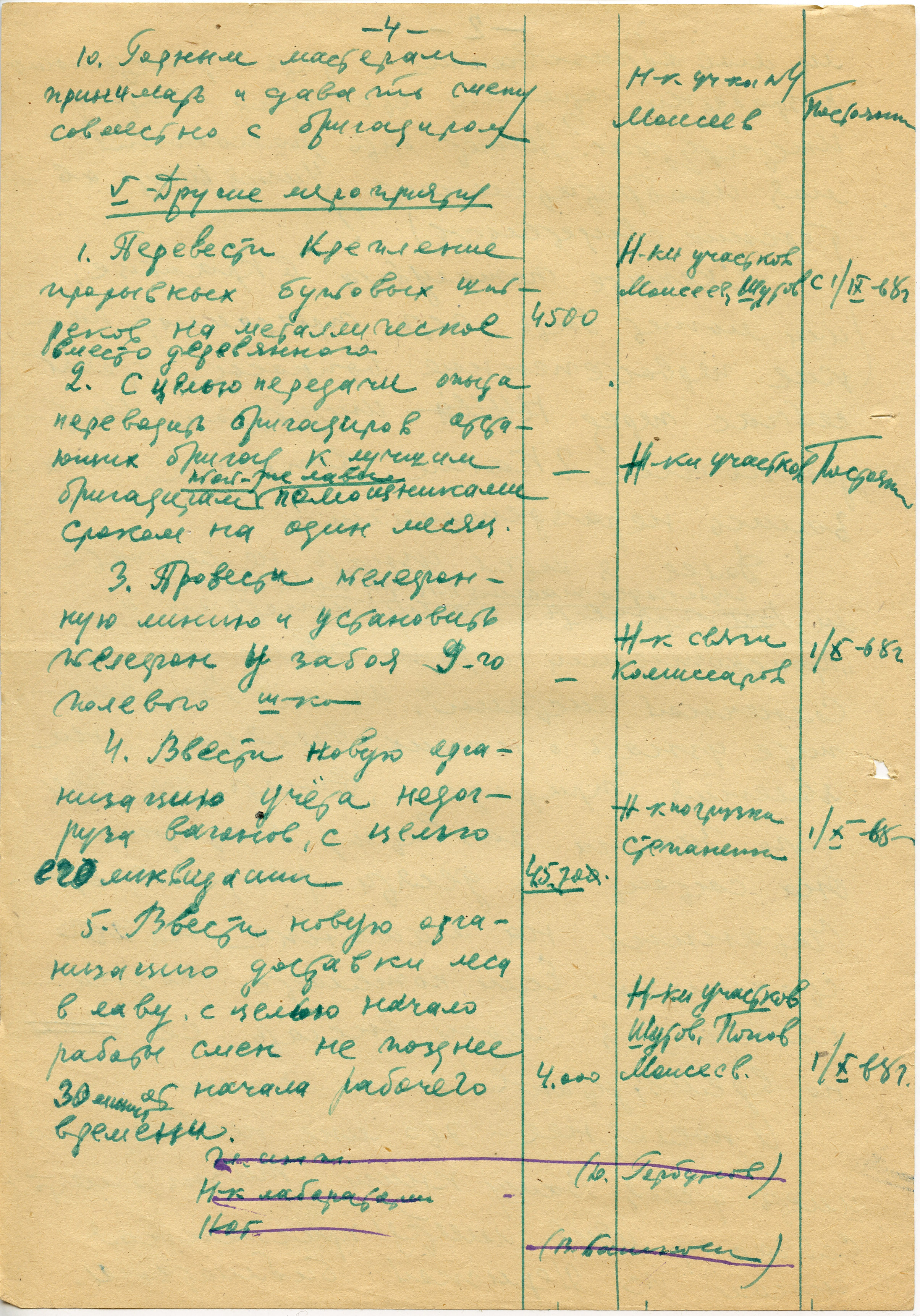
Черновик шахтной документации Баньковского В. И. Из плана Лаборатории Научной организации труда шахты «Северо-Гундоровская» № 3 треста «Гундоровуголь» (СССР), 1968 год.

Пример мероприятий плана лаборатории НОТ шахты «Северо-Гундоровская» № 3 треста «Гундоровуголь» (СССР) с рекомендациями Донецкого (Ростовская область) и Шахтинского научно-исследовательских институтов, с учётом материалов заседаний шахтного совета НОТ и предложений рабочих:
- реконструкция работы 2-го уклона;
- переход с откатки бесконечным канатом на ленточные транспортёры;
- переход шахты на работу с двумя выходными днями;
- внедрение рациональных графиков;
- концентрация очистных работ в наименьшем количестве лав;
- приведение в образцовый порядок путевого хозяйства;
- своевременная подготовка разминовок;
- механизация по замене батарей в электровозных гаражах;
- улучшение состояния вагонного парка;
- обеспечение хорошим инструментом;
- дополнительное обучение рабочих кадров;
- механизация доставки людей и др.

Конечным результатом анализа фактической организации труда явилось определение состава рабочих процессов и операций, последовательности и необходимого времени их выполнения, рациональных режимов работы машин и оборудования, рациональных форм организации труда и приёмов работы, резервов производительности труда и применяемых машин по каждому рабочему месту.
По этому плану НОТ предусмотрено увеличение среднесуточной добычи по шахте на 10,4 %, снижение усталости и высвобождение численности рабочих на участке ВШТ (внутришахтного транспорта) 35 человек и достижение экономического эффекта 79,4 тысячи рублей в год.

## История развития научной организации труда

### США

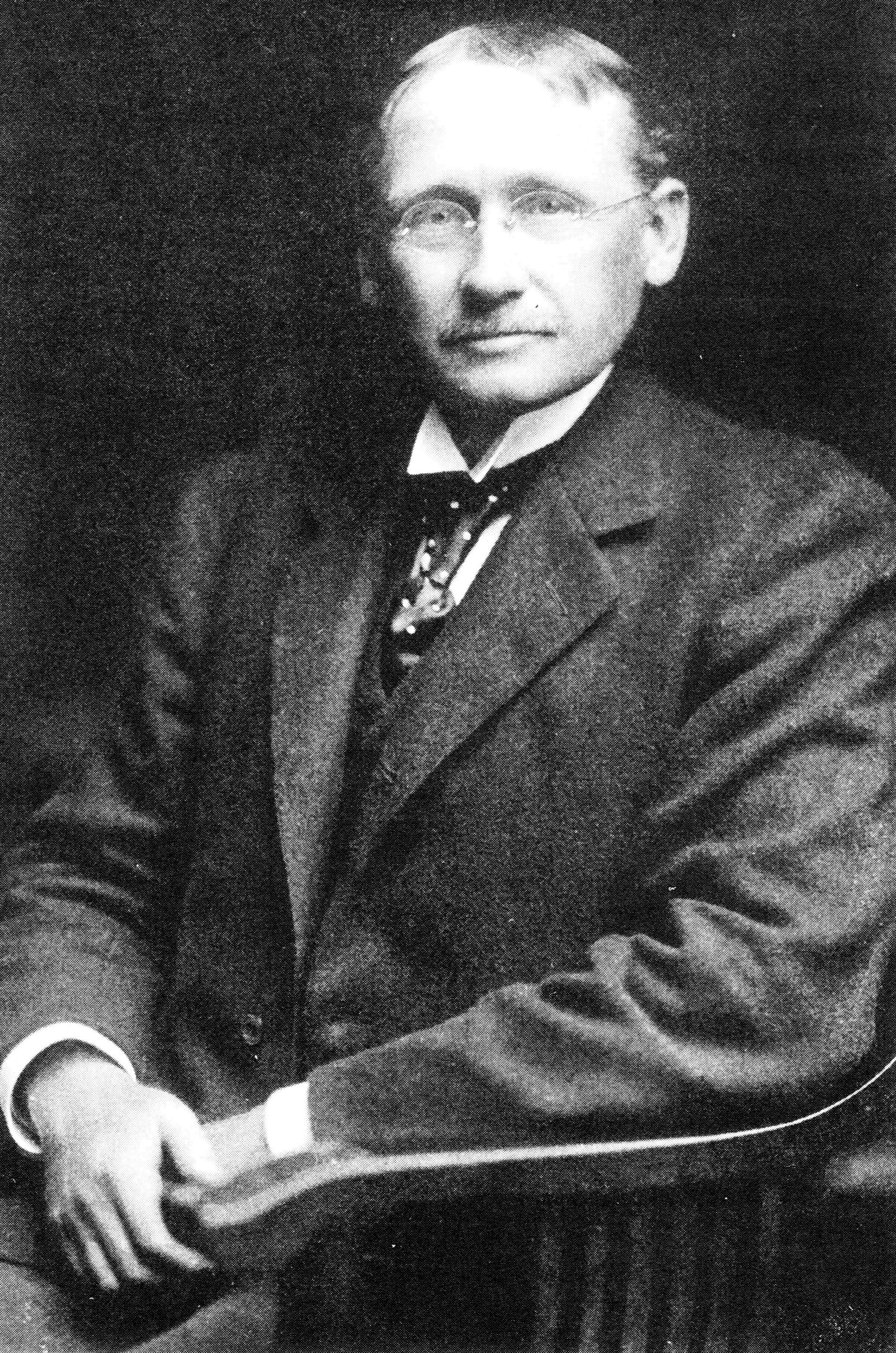
Фредерик Тейлор, 1856—1915

Начало применению новых методов организации труда рабочих было положено Фредериком Уинслоу Тейлором (1856—1915), который изложил свои взгляды в монографии «Принципы научного менеджмента» (1911).
Его опыты научного подхода к организации рутинного, тяжелого физического труда вызвали огромный интерес и положили начало поискам способов научной рационализации трудовых процессов путём тщательного изучения и проектирования приемов и методов труда с использованием хронометражных наблюдений, улучшения организации рабочих мест, установления обоснованных режимов труда и отдыха и других мер.
Одним из последователей Тейлора стал Гаррингтон Эмерсон (1853—1931), который познакомился с Тейлором в 1900 году.

### Российская империя
В Российской империи и затем СССР одним из первых теоретиков науки об организации был Александр Александрович Богданов, автор фундаментального труда «Тектология. Всеобщая организационная наука».
Практически сразу же после выхода в свет «Принципов научного менеджмента» (1911), новые системы организации труда были представлены в книжной серии «Административно-техническая библиотека», публиковавшейся издательством инженера Леонтия Арнольдовича Левенстерна. «Библиотека» переводила и издавала труды таких авторов, как Ф. Тейлор, Ф. Гилбрет, Г. Гантт, Ф. Паркгорст. Также Л. А. Левенстерн опубликовал свою работу «Научные основы заводоуправления. Схема научной организации завода», в которой излагались основные идеи Ф. Тейлора и приводились примеры научной организации работы предприятия.
В 1914 году вышла книга инженера — специалиста по теории резания металла А. В. Панкина «Научная организация труда», опубликованная первоначально в журнале «Электричество», а затем в указанной выше серии. В ней детально излагались взгляды Тейлора и очерчивалась сфера применения его теоретических построений.

### СССР
В СССР движение за научную организацию труда (НОТ) оформляется в январе 1921 г., на созванной по инициативе Л. Троцкого, на тот момент Наркома путей сообщения, 1-й Всероссийской инициативной конференции по научной организации труда и производства. Конференция должна была выработать пути восстановления железнодорожного хозяйства, однако, она стала важной дискуссионной площадкой, участие в которой приняли как инженеры-путейцы, так и биологи (В. М. Бехтерев), социологи и экономисты (С. Г. Струмилин, М. Н. Смит-Фалькнер), идеологи и публицисты (О. А. Ерманский) и заинтересованные энтузиасты. Особую роль в развёртывании движения играл Наркомат Рабоче-крестьянской инспекции, одной из задач которого стала "рационализация" деятельности советских учреждений и государственных предприятий. При НК РКИ был создан СОВНОТ — Совет по научной организации труда.
Ведущими центрами НОТ в СССР стали Центральный институт труда - ЦИТ (Москва, рук. А. К. Гастев), Институт техники управления (ИТУ) при НК РКИ (Москва, рук. Е. Ф. Розмирович), Лаборатория промышленной психологии при Наркомтруде (Москва, рук. Н. А. Витке), Всеукраинский институт труда (Харьков, рук. Ф. Р. Дунаевский), Казанский институт научной организации труда — КИНОТ (рук. И. М. Бурдянский), Таганрогский институт научной организации производства — ТИНОП (П. М. Есманский) и др. При ЦИТ и ИТУ действовали специальные консультационные тресты «Установка» и «Оргстрой». В 1923 г. возникла «Лига Время» —  добровольное общество по рационализации использования времени на производстве и в быту.
Крупным теоретиком в области организации труда в первые годы советской власти был профессор Осип Аркадьевич Ерманский (1866—1941), который ввёл в научный оборот сам термин «научная организация труда», или «НОТ». В 1918 году вышла его книга «Система Тейлора». Затем — книга «Научная организация труда и производства и система Тейлора», которая выдержала с 1922 по 1925 год пять изданий, переведена в Германии, Австрии, Швейцарии и других странах. В ней он писал, что проблема научной организации труда «представляет собой редкое сочетание глубокого теоретического интереса с практическим значением остро актуальной задачи». Наиболее известной работой О. А. Ерманского была «Теория и практика рационализации», изданная в 1925 году и переизданная до 1933 года пять раз.
Одним из известнейших авторов научной организации труда был Алексей Капитонович Гастев — выдающийся исследователь и организатор науки, автор свыше 200 научных работ. Основные его научные труды: «Как надо работать» (1921), «Трудовые установки» (1924). «Нормирование и организация труда» (1929), «Научная организация труда» (1935).
Внедрением методики трудовых установок в практическую деятельность занимался созданный и руководимый Гастевым Институт труда, организованный осенью 1920 года при ВЦСПС и в 1921 году преобразованный в Центральный институт труда (ЦИТ). В его задачи входила научная разработка вопросов производительности труда и выработка способов наиболее продуктивного труда рабочих.

В отличие от Фредерика Тейлора, особо выделявшего систему и организации, и Генри Форда, сосредоточившегося на совершенствовании техники производства, Гастев акцентировал особое внимание на человеческом факторе, о чём открыто писал в своей книге «Как надо работать», указав, в первую очередь, на отсутствие культуры труда у большинства советских граждан и необходимость её привития. Он считал, что главную роль в работе предприятия играет человек; эффективность организации начинается с личной эффективности каждого человека на рабочем месте — в частности, с эффективного использования времени.
Почему немец работает лучше русского? «Отгадка», вытекающая из десятков откликов читателей и коллективных обсуждений, материалы которых печатались в «Правде» и в цитовском журнале «Организация труда», сводилась к тому, что «немец», не знающий слова «НОТ», обладает тем, что автоматически обеспечивает ему рассчитанную организацию работы, — трудовой культурой. А нашему рабочему её надо ещё прививать. Именно прививать, а не проповедовать! Ибо культура в цитовском понимании — это не «начитанность», а сноровка, и воспитывается она не агитацией, а тренажем.
Важнейшее место в осуществлении методики трудовых движений отводилось инструктажу. С этой целью в ЦИТ были созданы курсы инструкторов, на которых готовились инструкторы по слесарно-кузнечному, станочному, монтажному и др. делам. Подготовленные инструкторы посылались на предприятия с задачей наблюдать за выполнением трудовых установок, инициировать разработку новых, более совершенных установок и прививать навыки постоянного улучшения действующих установок всем рабочим. В качестве объекта для изучения трудовых установок была выбрана элементарная операция — рубка зубилом и опиловка. Изучение этой операции длилось в ЦИТ три года, развернулось в 64 самостоятельные научные проблемы, но так и не было завершено. Недостатком концепции трудовых установок Гастева является слабая проработка самой методики трудовых установок, выбор слишком узкой основы исследования, ориентация на индивидуальность рабочего.
Гастев считал необходимым распространить трудовые установки не только на производственный процесс, но и на быт и общую культуру людей, называя их в этом случае уже не трудовыми, а культурными установками. Гастев стал соавтором идеи Пролеткульта.
Во время беспрецедентного соревнования советских и американских каменщиков в 1931 г. советская система Центрального института труда показала себя более эффективной, чем американская система Фредерика Уинслоу Тейлора. Высшим достижением тейлоризма тогда считалась методика Джилбретта, позволявшая выкладывать 350 кирпичей в час. При помощи традиционного русского способа на открытом соревновании каменщик выложил 327 кирпичей, при помощи метода Джилбретта — 452, а метод ЦИТа позволил уложить 907 кирпичей.
В 1930-е годы в Японии был создан специальный институт по изучению опыта советской индустриализации. Этот институт выписывал абсолютно все журналы, которые выходили в СССР на русском языке, посвящённые вопросам научной организации труда, психологии труда и управления. Все эти статьи тщательно изучались и огромное количество идей, подходов и технологий, разработанных в рамках Центрального института труда были заимствованы и творчески переработаны японскими исследователями. Идеи А. К. Гастева и О. А. Ерманского легли в основу бережливого производства.
| 1.  | Сначала продумай всю работу досконально. | План                      |
| 2.  | Приготовь весь нужный инструмент и приспособления. | Заготовка                 |
| 3.  | Убери с рабочего места всё лишнее, удали грязь. | Чистота                   |
| 4.  | Инструмент располагай в строгом порядке. | Порядок                   |
| 5.  | При работе ищи удобного положения тела: наблюдай за своей установкой, по возможности садись; если стоишь, то ноги расставляй, чтобы была экономная опора. | Установка                 |
| 6.  | Не берись за работу круто, входи в работу исподволь. | Вход в работу             |
| 7.  | Если надо сильно приналечь, то сначала приладься, испробуй на полсилу, а потом уже берись вовсю.                                                          | Вход в работу             |
| 8.  | Не работай до полной усталости. Делай равномерные отдыхи.                                                                                                 | Режим                     |
| 9.  | Во время работы не ешь, не пей, не кури. Делай это в твои рабочие перерывы.                                                                               | Режим                     |
| 10. | Не надо отрываться в работе для другого дела. | Режим                     |
| 11. | Работай ровно, работа приступами, сгоряча портит и работу, и твой характер.                                                                               | Выдержка                  |
| 12. | Если работа не идёт, не волнуйся: надо сделать перерыв, успокоиться и снова за работу.                                                                    | Выдержка                  |
| 13. | Полезно в случае неудачи работу прервать, навести порядок, прибрать рабочее место, облюбовать его и снова за работу.                                      | Выдержка                  |
| 14. | При удачном выполнении работы не старайся её показывать, лучше потерпи.                                                                                   | Выдержка                  |
| 15. | В случае полной неудачи — легче смотри на дело, попробуй сдержать себя и снова начать работу.                                                             | Выдержка                  |
| 16. | Кончил работу и прибери всё до последнего гвоздя, а рабочее место вычисти.                                                                                | Ещё раз чистота и порядок |

В Харькове в 1921 г. был создан Харьковский (Всеукраинский) институт труда. Организатором института был Ф. Р. Дунаевский, среди сотрудников М. Ю. Сыркин, Е. Г. Либерман. Институт реализовал серию исследовательских проектов, направленных на оптимизацию работы торговых и советских организаций, постановку производственного и налогового учёта, перестройку сельского хозяйства на основе индустриального полеводства (последнее было одной из рациональных альтернатив политике коллективизации). Ряд работ института были пионерскими для СССР. Сотрудниками ХИТ были созданы первые в стране машиносчётные станции в исследовательском учреждении и на промышленном предприятии, машиносчётная техника использовалась для обработки массовых статистических материалов в исследовательских и производственных целях, были предложены оригинальные схемы хозрасчёта основанные на . Пионерскими были работы по исследованию интеллекта, в ходе которых проводились массовые психологические тестирования учащихся учебных заведений .
Уже в 1920-е гг. работы советских НОТовсцев подвергались критике как схоластические и не приносящие значимых результатов. Движение НОТ 1920-х гг. было охвачено острыми идеологическими дискуссиями, что приводило к его избыточной политизации.
К середине 1920-х гг. полемика между «нотовцами» достигла такого накала, что для урегулирования ситуации по инициативе В. В. Куйбышева была созвана Вторая Всесоюзная конференция по НОТ. На ней столкнулись позиции «группы 17-ти» (Кержнцев, Бурдянский, Рудаков и др.) и «Группа 4-х» (Гастев и его сторонники). Первые ратовали за необходимость широких теоретических обобщений и «народнохозяйственного подхода» к НОТ, вторые — призывали к умеренности и вниманию к актуальным практическим вопросам к рационализации трудовых операций. Под давлением В. В. Куйбышева курс на оторванное от жизни теоретизирование был отвергнут. В решениях конференции исследователям рекомендовалось сосредоточиться на переработке достижений западной науки и практики и увязывать свою работу с реальными нуждами производства.
Второе возрождение НОТ в СССР происходило в 1950-е — 1960-е гг. В 1955 году был создан Научно-исследовательский институт труда — НИИ труда, в проблематику исследований которого вошли вопросы организации, нормирования, оплаты и условий труда. В 1963 году на заводе Уралхиммаш первыми в стране воссоздали научную организацию труда на рабочих местах.

### Россия
В настоящее время в России вопросами эффективной организации труда и бизнес-процессов в целом в рамках Национального проекта — Производительность труда и поддержка занятости занимается Федеральный центр компетенций.

### Япония
В 1930-е годы в Японии был создан специальный институт по изучению опыта советской индустриализации. Этот институт выписывал абсолютно все журналы, которые выходили в СССР на русском языке, посвящённые вопросам научной организации труда, психологии труда и управления. Все эти статьи тщательно изучались и огромное количество идей, подходов и технологий, разработанных в рамках Центрального института труда были заимствованы и творчески переработаны японскими исследователями. Идеи советских специалистов по организации труда А. К. Гастева и О. А. Ерманского легли в основу бережливого производства.
В период между 1948 и 1975 годами руководители компании Тойота Тайити Оно, Сигео Синго и Эйджи Тойода разработали принципы рационального управления производства позже названную Производственная система Тойоты.
В основе системы лежала ранее разработанная и внедренная концепция Точно в срок, дополненная философией и практикой управления названной Дао Тойота.
Производственная система Тойоты в свою очередь является предшественником более общей концепции Бережливое производство, которая внедряется множеством организаций.

## НОТ и экономическая эффективность
Экономическая эффективность является одним из ключевых факторов для развития и внедрения инструментов научной организации труда. Большинство известных направлений и инструментов научной организации труда в том числе тейлоризм, операционный менеджмент, исследование операций, промышленная инженерия, логистика, реинжиниринг бизнес-процессов, бережливое производство, шесть сигм и др. направлены на повышение экономической эффективности.

## Связь с механизацией и автоматизацией

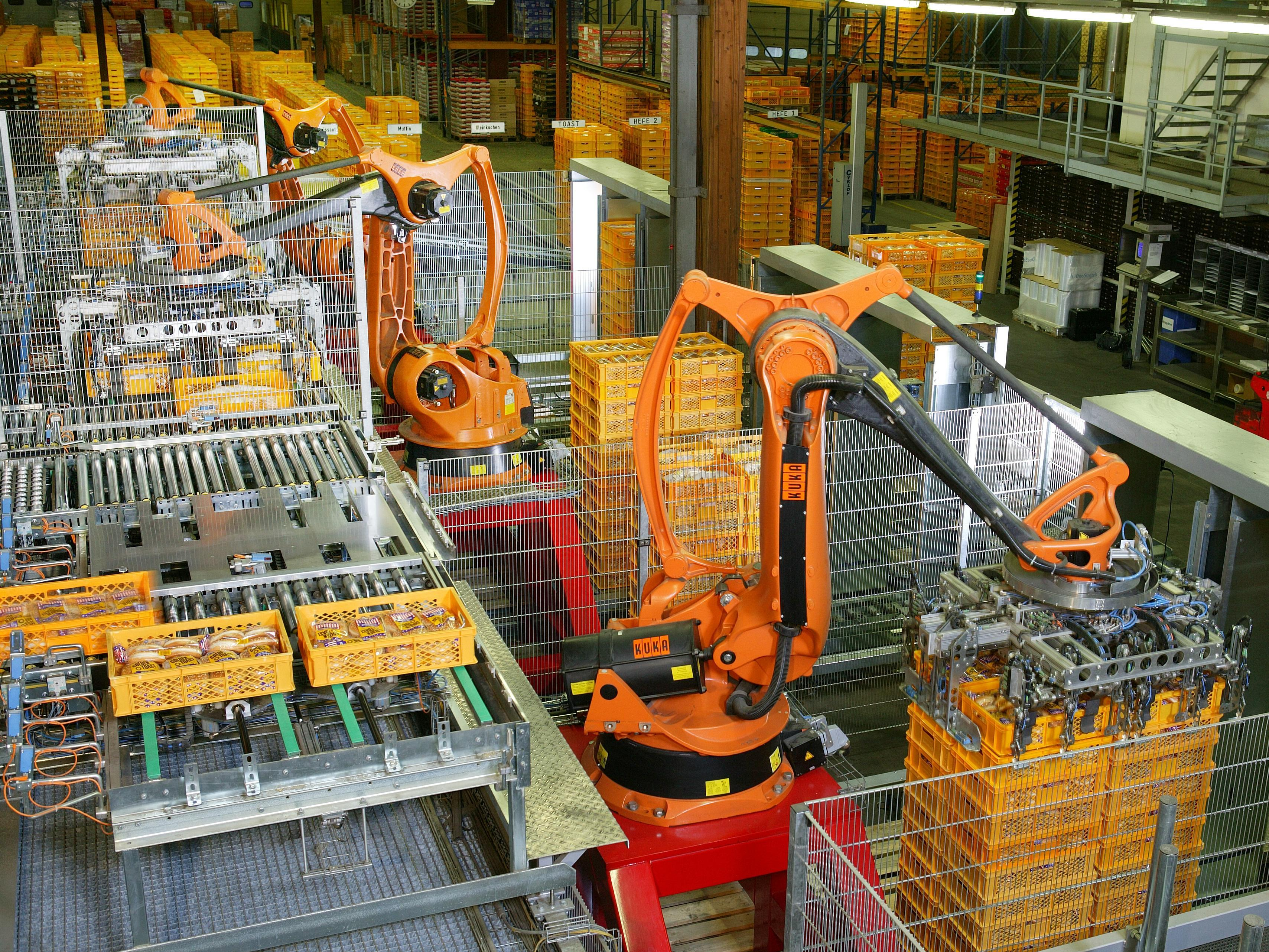
Использование промышленных роботов является одним из инструментов автоматизации производства

НОТ начала развиваться в эпоху, когда механизация и автоматизация уже применялись, но их использование было ещё в зачаточном состоянии. Развитие НОТ сыграло существенную роль в переходе от ремесленного производства к индустриальному, а также от производства, в котором рабочие были основными исполнителями, к внедрению производств с минимальным участием человека.